# Clusia burchellii
Clusia burchellii är en tvåhjärtbladig växtart som beskrevs av Adolf Engler. Clusia burchellii ingår i släktet Clusia och familjen Clusiaceae. Inga underarter finns listade i Catalogue of Life.

## Bildgalleri

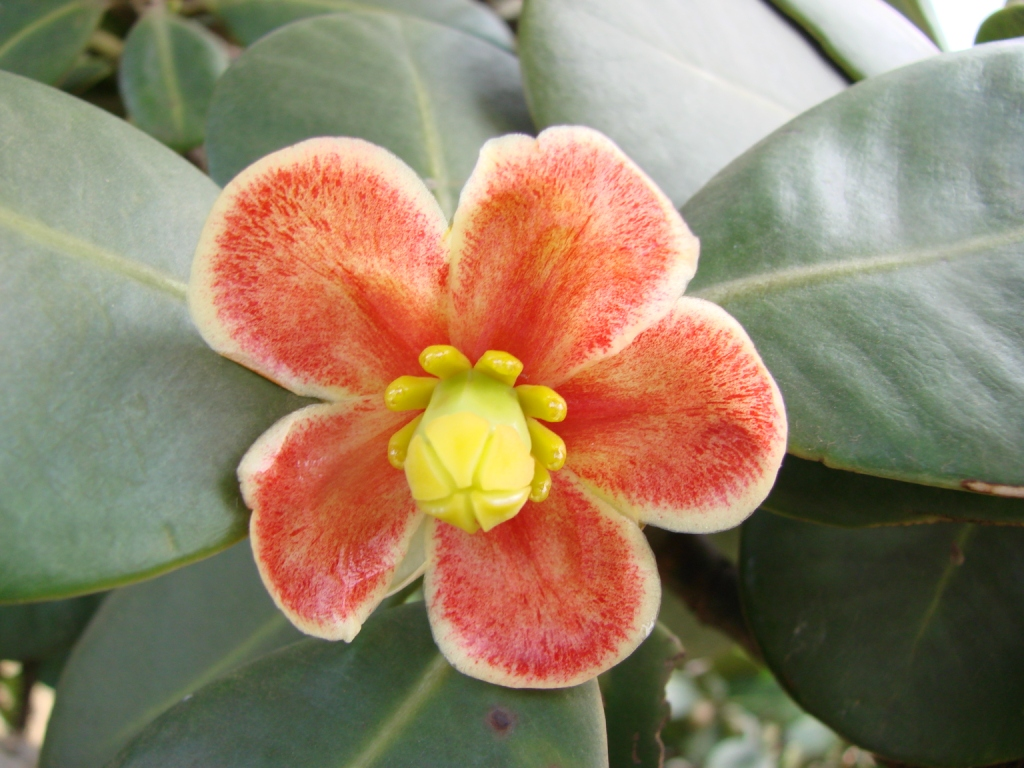